# Svarttjärnen (Svegs socken, Härjedalen, 687578-140732)
Svarttjärnen är en sjö i Härjedalens kommun i Härjedalen och ingår i Ljusnans huvudavrinningsområde. Sjöns area är 0,017 kvadratkilometer och den befinner sig 510 meter över havet.